# Sauvagèrepark
Het Sauvagèrepark (Frans: Parc de la Sauvagère) is een publiek park in Ukkel in het Brussels Hoofdstedelijk Gewest. Het gebied is onderdeel van de bossen en open gebieden in het zuiden van het Brussels Gewest, een habitatrichtlijngebied van Natura 2000. 

## Geschiedenis
Het park, met ingangen aan de Verrewinkellaan en de Eikenboslaan, dateert uit de negentiende eeuw en is geïnspireerd op de Engelse tuinen. Oorspronkelijk was het domein veel kleiner en omvatte het enkel een kasteel met een grote dreef en enkele groepen bomen. Het park werd in 1910 en 1925 verder uitgebreid naar zijn huidige oppervlakte. Tijdens de Tweede Wereldoorlog werden de meeste bomen omgehakt. Het vervallen kasteel werd in 1957 afgebroken na een lange periode van leegstand en in 1964 kwam het domein in handen van de gemeente Ukkel.
In het park bevinden zich een aangelegde vijver aan de voet van een kunstmatige heuvel met imitatierotsen en een Griekse tempel, een kinderspeeltuin, basketbalterreinen, een sportzaal en dierenverblijven met een guanaco (lama), een ezel, kippen (Ukkelse baardkrielen), fazanten, konijnen, schapen, een geit en een pauw. Het gebied is sinds april 1995 beschermd als landschap.

## Fauna en flora
Het park heeft een opvallend reliëf met holle wegen en verhoogde paden en is bebost met beuken, afgewisseld met gewone esdoorns, essen, zomereiken, hazelaars en tamme kastanjes. Er bevindt zich ook een mammoetboom met zijn omtrek van 5,47 meter het grootste exemplaar op het Ukkels grondgebied. De aangelegde vijver is een habitat van bruine kikkers, alpenwatersalamanders en kamsalamanders.

## Fotogalerij

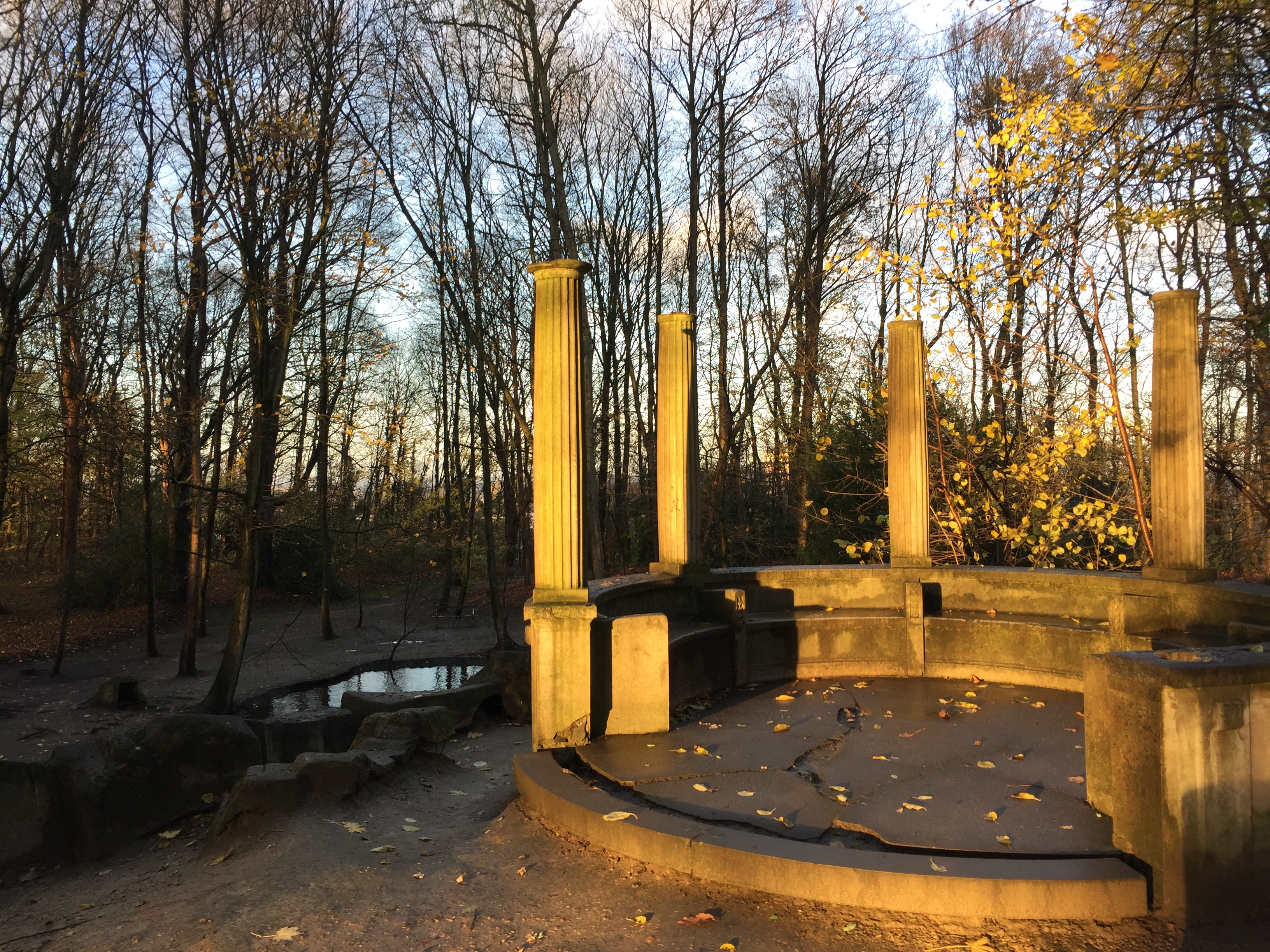
Het paviljoen
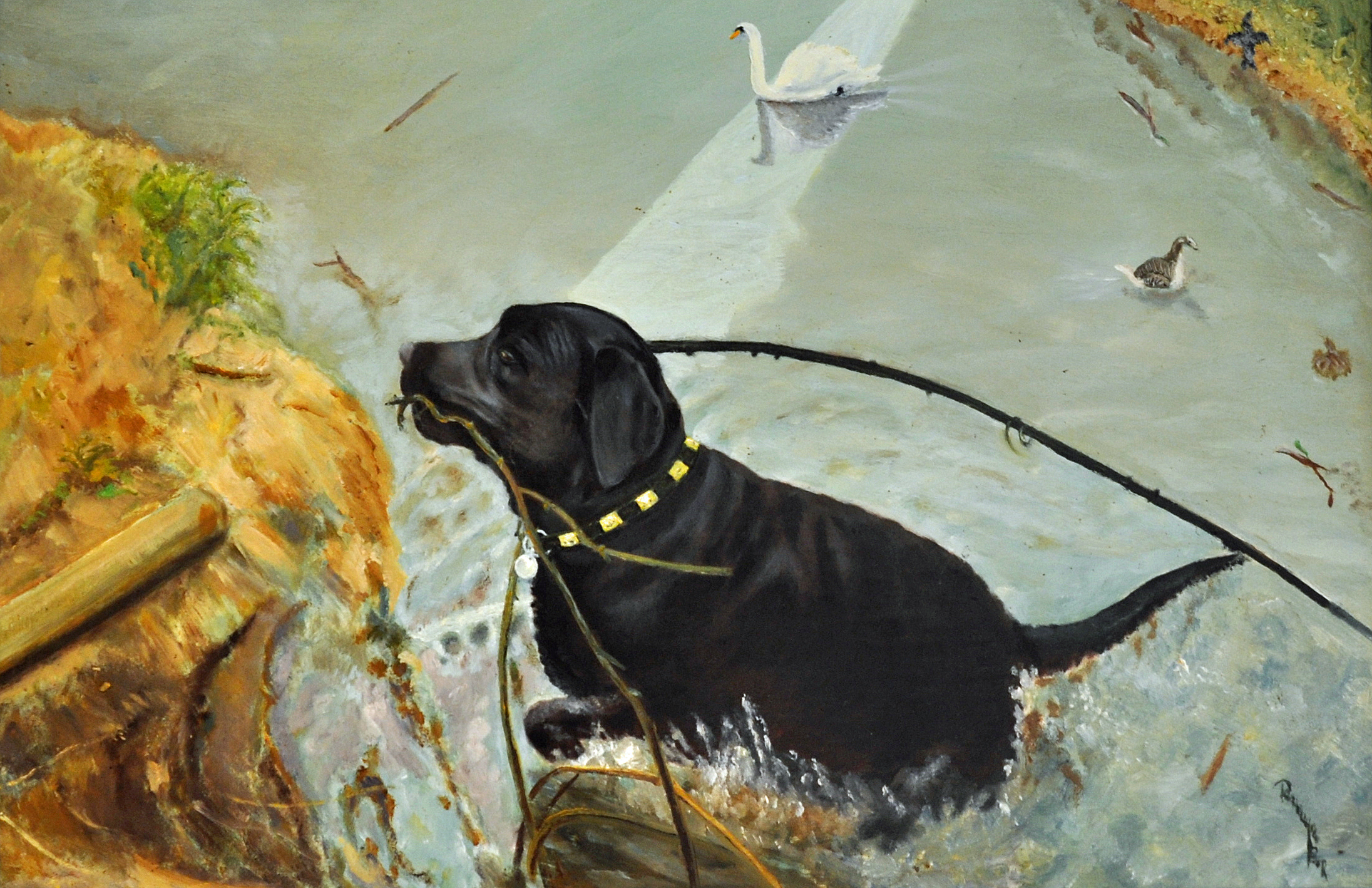
Een labrador-retriever in het park (olieverfschilderij van Albert Demuyser, 1997)
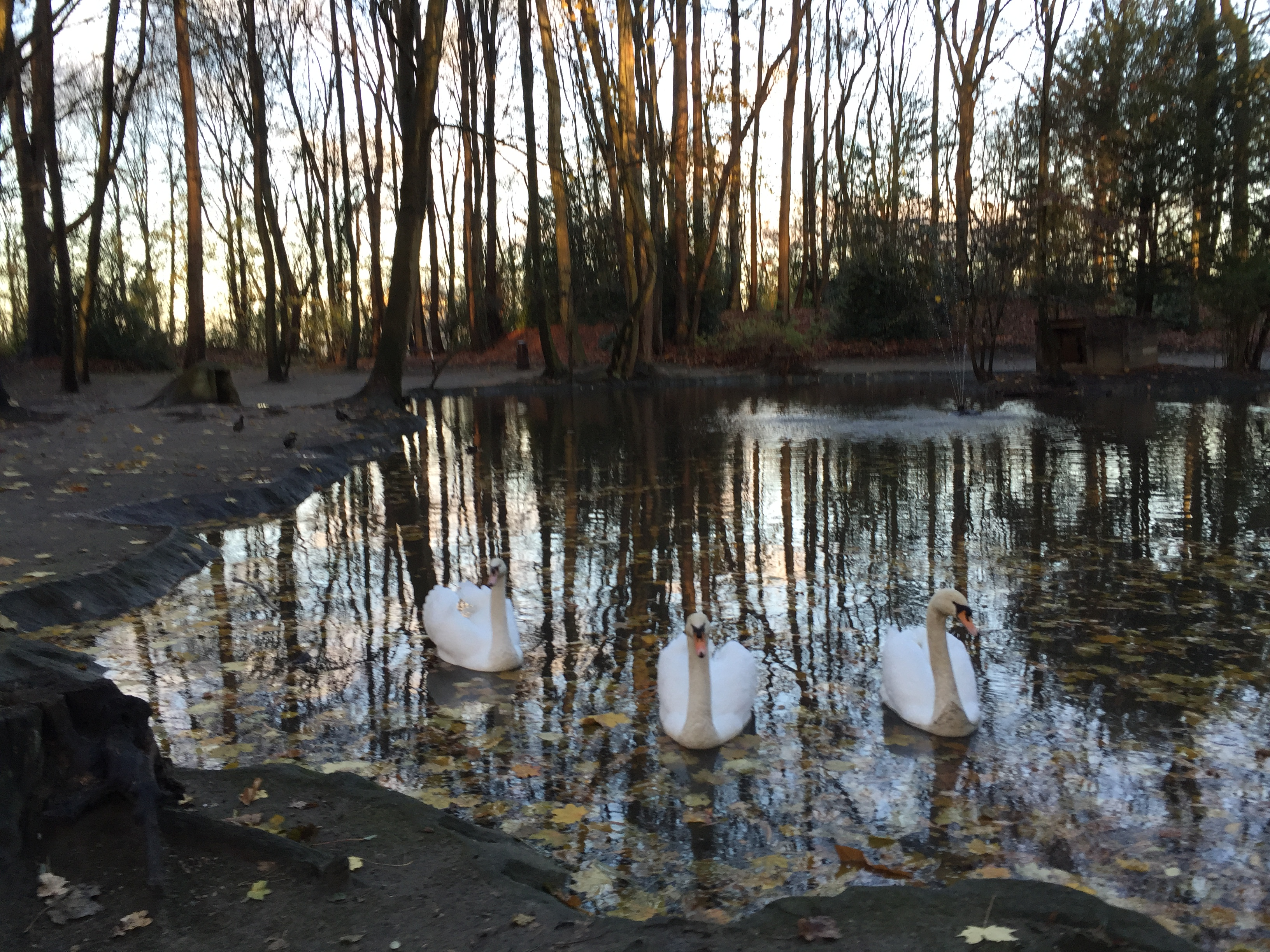
Zwanenvijver